# Aaptos alphiensis
Aaptos alphiensis là một loài động vật thân lỗ thuộc họ Suberitidae. Loài này được mô tả năm 2005 bởi Samaai & Gibbons.